# Saint-Saturnin-de-Lucian
Saint-Saturnin-de-Lucian település Franciaországban, Hérault megyében. Lakosainak száma 289 fő (2022. január 1.). Saint-Saturnin-de-Lucian Arboras, Jonquières, Montpeyroux, Saint-André-de-Sangonis, Saint-Guiraud, Saint-Jean-de-la-Blaquière és Saint-Privat községekkel határos.

## Népesség
A település népessége az elmúlt években az alábbi módon változott:
| Lakosok száma | 265  | 208  | 199  | 281  | 310  | 298  | 276  | 267  | 262  | 289  |
|               | 1968 | 1982 | 1990 | 2006 | 2013 | 2015 | 2017 | 2019 | 2020 | 2022 |